# Sunay Erdem
Sunay Erdem (Šumen, 17 marzo 1971) è un architetto del paesaggio bulgaro naturalizzato turco.

## Biografia
Architetto del paesaggio fonda con il fratello Günay Erdem nel 1998 la Erdem Architects.
Erdem ha utilizzato dal 1992 un metodo di schizzi a mano libera e con questo ha prodotto più di 700 prospettive architettoniche. Un suo schizzo colorato all'acqua in tecnica mista, ha vinto il primo premio del concorso Sketch Showdown nel 2013, organizzato dal Philadelphia Center for Architecture.
Erdem, nato nel 1971 in Bulgaria, è emigrato nel 1989 in Turchia. Nel 1995 ha conseguito una laurea in architettura del paesaggio presso l'Università di Ankara; nel 1998 fonda con il fratello Günay uno studio di architettura. Ha aperto delle filiali ad Ankara, Istanbul e New York.

## Premi
Erdem ha sviluppato progetti di arredo urbano in più di 40 paesi diversi; inoltre ha anche vinto il premio Nazionale turco di Architettura per il Paesaggio Awards nel 2009, 2010 e nel 2013 conferiti dalla Camera di Architettura del Paesaggio in Turchia.